# Zhang Ping (siatkarka)
Zhang Ping (chiń. 張萍, ur. 23 marca 1982 w Tiencinie) – chińska siatkarka, złota medalistka igrzysk olimpijskich, pucharu świata, igrzysk azjatyckich i mistrzostw Azji.

## Życiorys
Zhang zadebiutowała w reprezentacji Chin w lutym 2002. W 2003 tryumfowała podczas pucharu świata rozgrywanego w Japonii, Grand Prix w Andrii i mistrzostwach Azji w Ho Chi Minh. Reprezentowała Chińską Republikę Ludową na Letnich Igrzyskach Olimpijskich 2004 w Atenach. Zagrała wówczas we wszystkich meczach turnieju, w tym w finałowym pojedynku o złoto z Rosją. W 2005 zdobyła dwa brązowe medale – w Grand Prix w Sendai i w Pucharze Wielkich Mistrzyń w Japonii. W tym samym roku zajęła 1. miejsce na mistrzostwach Azji w Taicangu. W dorobku ma także mistrzostwo wywalczone podczas igrzysk azjatyckich 2006 w Dosze.
Była zawodniczką chińskiego klubu Tianjin Bridgestone od 1998.